# 1955 a tudományban
Az 1955. év a tudományban és a technikában.

## Díjak
- Nobel-díjak
  - Fizikai Nobel-díj: Willis Eugene Lamb, Polykarp Kusch
  - Fiziológiai és orvostudományi Nobel-díj: Hugo Theorell
  - Kémiai Nobel-díj: Vincent du Vigneaud

## Születések
- február 24. – Steve Jobs, az Apple korábbi elnöke, vezérigazgatója, sokan tartják a számítástechnika egyik úttörőjének († 2011)
- május 19. – James Gosling kanadai számítógéptudós, leginkább a Java programozási nyelv atyjaként ismert
- június 8. – Tim Berners-Lee a világháló (World Wide Web) pontosabban a HTML nyelv, a HTTP protokoll és más technológiák kifejlesztője (másodmagával)
- október 28. – Bill Gates amerikai üzletember, szoftverfejlesztő, filantróp, feltaláló
- december 22. – Thomas Südhof Nobel-díjas (megosztva) német-amerikai biokémikus

## Halálozások
- március 11. – Alexander Fleming Nobel-díjas orvos-bakteriológus, a penicillin felfedezője, ezzel az első antibiotikum előállításának szellemi atyja (* 1881)
- április 10. – Pierre Teilhard de Chardin francia jezsuita teológus, filozófus és paleontológus (* 1881)
- április 18. – Albert Einstein Nobel-díjas elméleti fizikus; a legnagyobb 20. századi tudósnak tartják. Kifejlesztette a relativitáselméletet és nagymértékben hozzájárult a kvantummechanika, a statisztikus mechanika és a kozmológia fejlődéséhez (* 1879)
- augusztus 12 – James B. Sumner Nobel-díjas (megosztva) amerikai vegyész (* 1887)
- december 4. – Galamb József gépészmérnök, a Ford T-modell autó tervezője (* 1881)
- december 9. – Hermann Weyl német-amerikai matematikus, elméleti fizikus és filozófus (* 1885)
- december 12. – Bedřich Hrozný cseh nyelvész, orientalista, régész, a hettita írás megfejtője, a hettitológia úttörője (* 1879)
- december 13. – António Egas Moniz portugál neurológus, 1949-ben (megosztva) elnyerte a fiziológiai és orvostudományi Nobel-díjat (* 1874)